# Parque nacional de Charyn
El Parque nacional de Charýn (en kazajo: Шарын ұлттық паркі; en ruso: Чарынский национальный парк Charynski natsionalny park) es un parque nacional en el sureste de Kazajistán, al este de la ciudad de Almatý. Fue llamado así por el río Charýn, que ha creado un profundo cañón en la roca circundante del parque nacional. Este es a menudo comparado con el Gran Cañón en Estados Unidos. El Cañón de Charýn es un poco más pequeño que éste, pero con una forma similar.
El parque nacional de Charýn fue establecido el 23 de febrero de 2004, y se encuentra dentro del territorio de los distritos Uigur, Raiymbek y Enbekshikazakh de la provincia de Almaty. 